# Bonnie Franklin
Bonnie Gail Franklin (ur. 6 stycznia 1944 w Santa Monica, zm. 1 marca 2013 w Los Angeles) – amerykańska aktorka filmowa i telewizyjna.

## Filmografia
seriale
- 1963: Mr. Novak jako Sally
- 1977: Statek miłości jako Stacy Skogstad
- 1995: Almost Perfect jako Mary Ryan

film
- 1956: Niewłaściwy człowiek jako młoda dziewczyna
- 1974: The Law jako Bobbie Stone
- 1987: Sister Margaret and the Saturday Night Ladies jako siostra Margaret